# Crosbyarachne
Crosbyarachne es un género de arañas araneomorfas de la familia Linyphiidae. Se encuentra en el Sur de Europa, Este de Europa y Turquía.

## Lista de especies
Según The World Spider Catalog 12.0:
- Crosbyarachne bukovskyi Charitonov, 1937
- Crosbyarachne silvestris (Georgescu, 1973)